# Fabrizio Plessi
Fabrizio Plessi (Reggio Emilia, 3 aprile 1940) è un artista italiano, che opera principalmente in Italia e in Germania, attivo principalmente nell'ambito delle videoinstallazioni.

## Biografia
Dopo essersi diplomato al liceo Artistico di Reggio Emilia, continua la sua formazione all'Accademia di Belle Arti della stessa città, dove si laurea nel 1962. e dove svolgerà l’attività di insegnamento per molti anni.Il focus della sua ricerca artistica verte sulle analogie tra le superfici liquide e l’immagine dello schermo che quasi sempre riguarda gli elementi naturali:acqua, fuoco, lava . L’adesione alla poetica della land art posiziona l’opera in relazione stretta con l’ambiente architettonico e naturalistico, creandone un'osmosi . Invitato a partecipare alla Biennale di Venezia nel 1986 con l’opera Bronx introduce per la prima volta alla Biennale la televisione come materiale artistico. Forte la denuncia sociale e culturale di quegli anni. Viene invitato nel 1987 a Documenta VIII a Kassel. È fondatore nel 1989 della Kunst Hochschule fur Medien di Koln dove crea la cattedra di Umanizzazione delle Tecnologie e in seguito di Scenografie Elettroniche. Nel 1998 espone le sue opera nella retrospettiva organizzata al museo Guggenheim Soho di New York.  Nello stesso anno partecipa alla Biennale di São Paulo e espone al Museum di f Contemporary Art di San Diego
Nel 2000 realizza il padiglione italiano per l'Expo di Hannover, con una monumentale installazione alta 44 metri Mare Verticale. Nello stesso anno rappresenta l'Italia alla biennale di Kwangju in Corea. Nel 2001 a Venezia con l'installazione video Waterfire modifica la facciata del Museo Correr. Nel 2004 importantissima retrospettiva al Gropius Bau Traumwelt . Nel 2005 è invitato a interpretare una vasta area di archeologia industriale per il Kistefos Museet dove crea l’opera Memory Motions. Sempre nel 2005 partecipa con una nuova versione di Mare Verticale alla 51* Biennale di Venezia. Tra i primi artisti a collaborare con i brand BMW, Sony, Swarovski, Calvin Klein , Loewe , Parmalat per cui crea le famosissime scenografie elettroniche del concerto di Luciano Pavarotti a Central Park a New York. Alberta Ferretti, Dior, Louis Vuitton con cui ha collaborato lungamente dal 2008 per l’apertura dello store di Canton Rd a Hong Kong, creando le installazioni site specific Il Lusso è Lento e la prima borsa digitale Fusion. Nel 2023 porta all'interno di Palazzo Reale a Milano, nella Sala delle Cariatidi i Mari Verticali. Nello stesso tempo espone le nuove creazioni Plessi Sposa Brixia nel complesso di Santa Giulia a Brescia

## Opere
In Germania sono presenti alcune opere dello sculture. Alcuni esempi:
- Il cosiddetto Plessi-Bogen, l'"Arco di Plessi" a Braunschweig.
- La cosiddetta Plessi Turm, la "Torre di Plessi" a Kronach.

## Galleria d'immagini

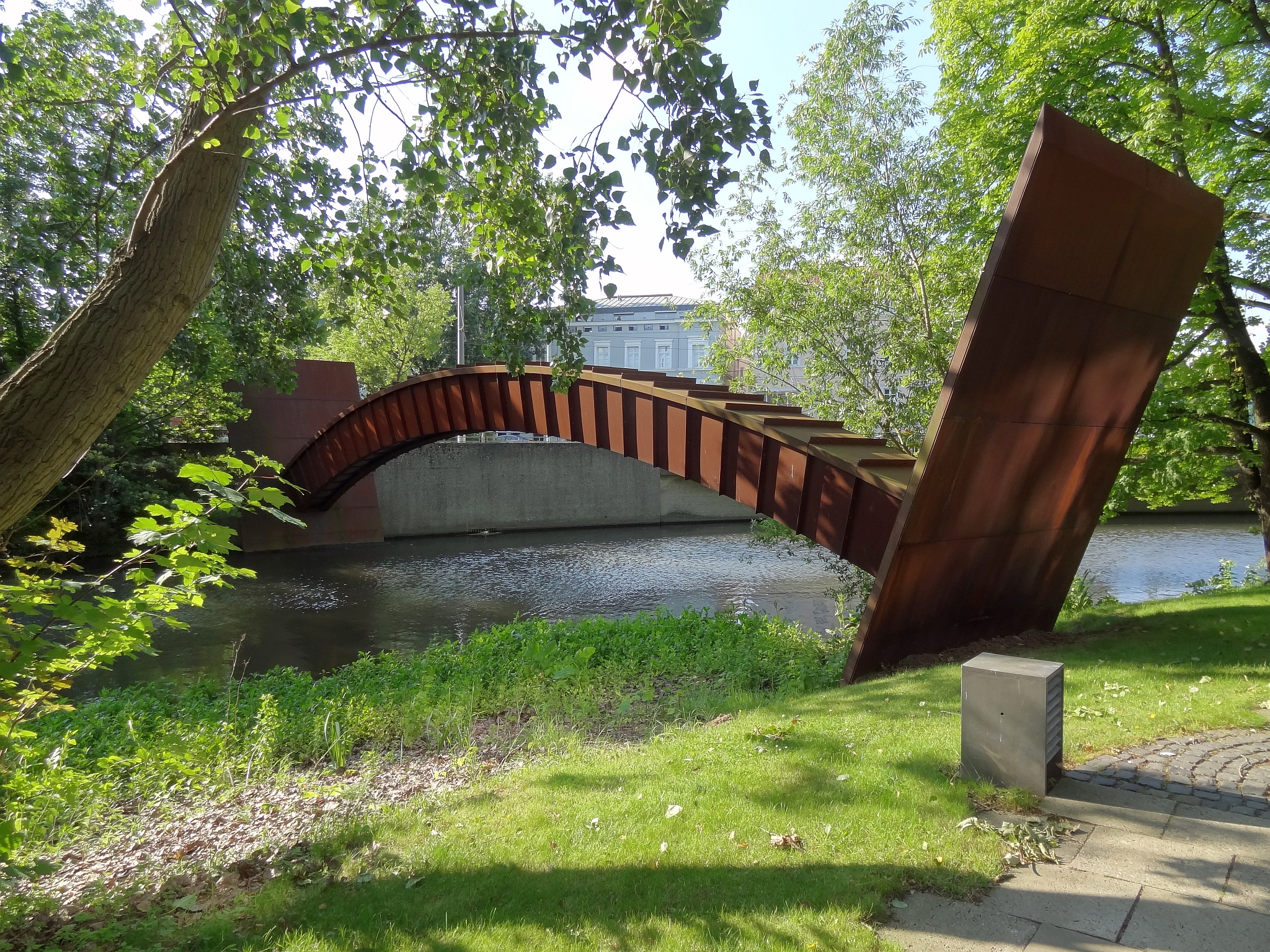
Il Plessi-Bogen a Braunschweig
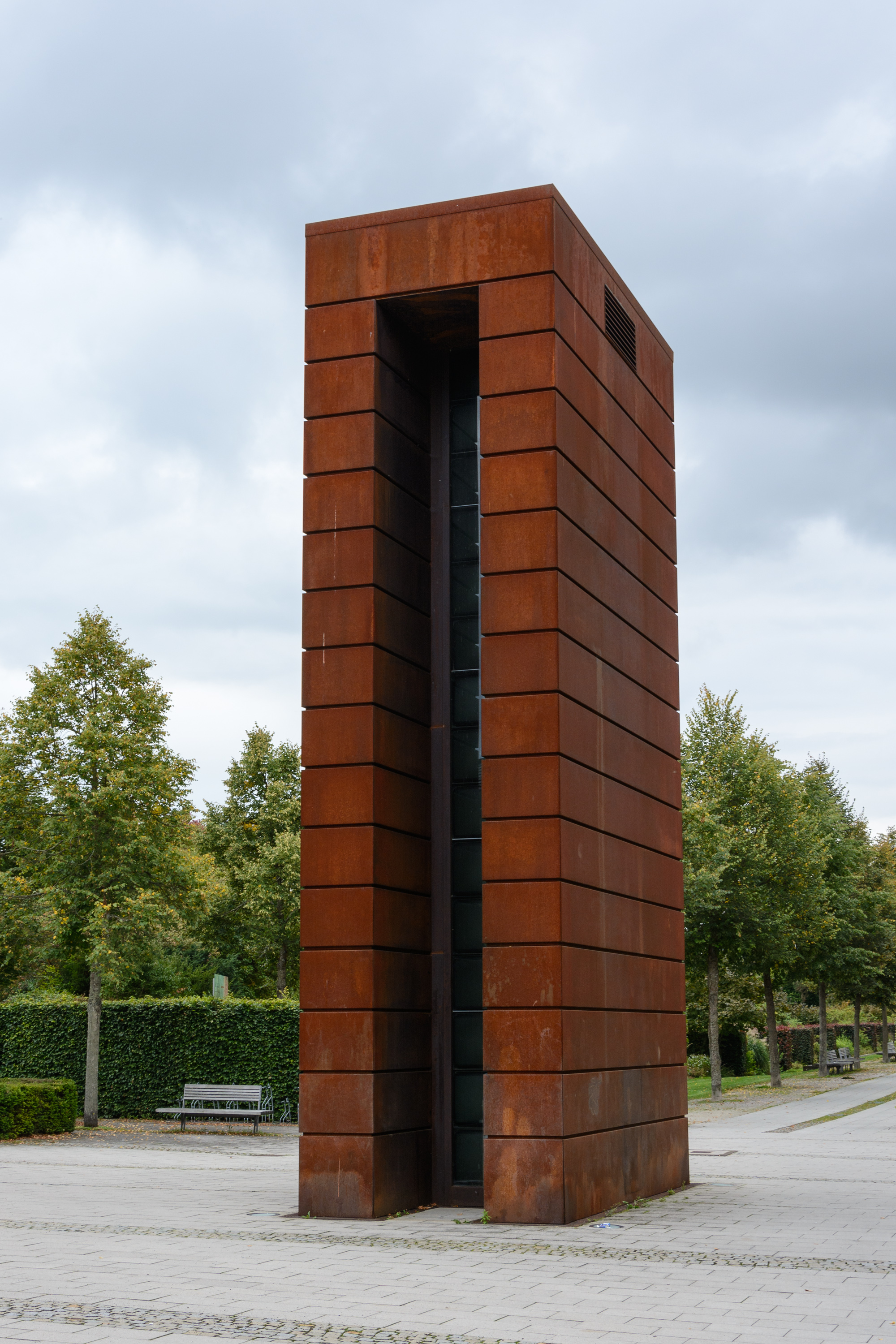
WaterFire a Kronach
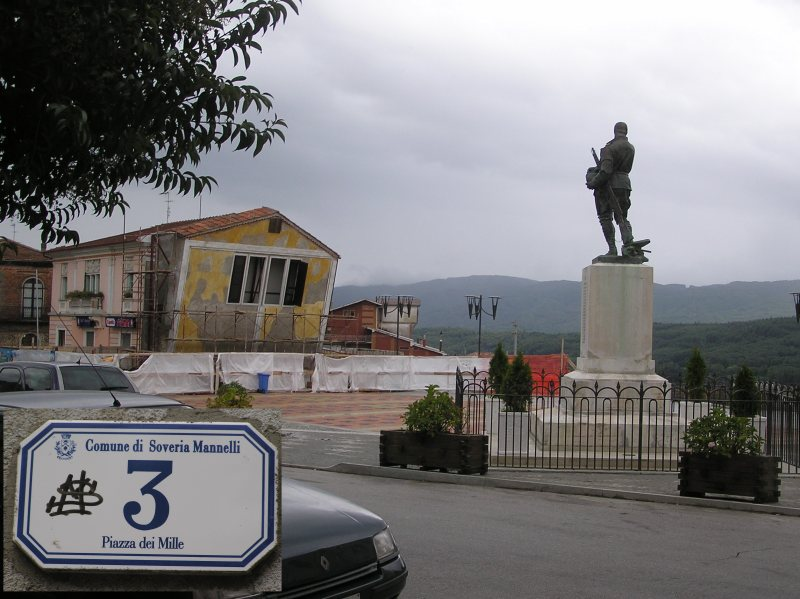
Soveria Mannelli, veduta su Piazza Bonini e sulla "Casa Cadente", durante i lavori di costruzione, in provincia di Catanzaro.